# Chuộng Nga

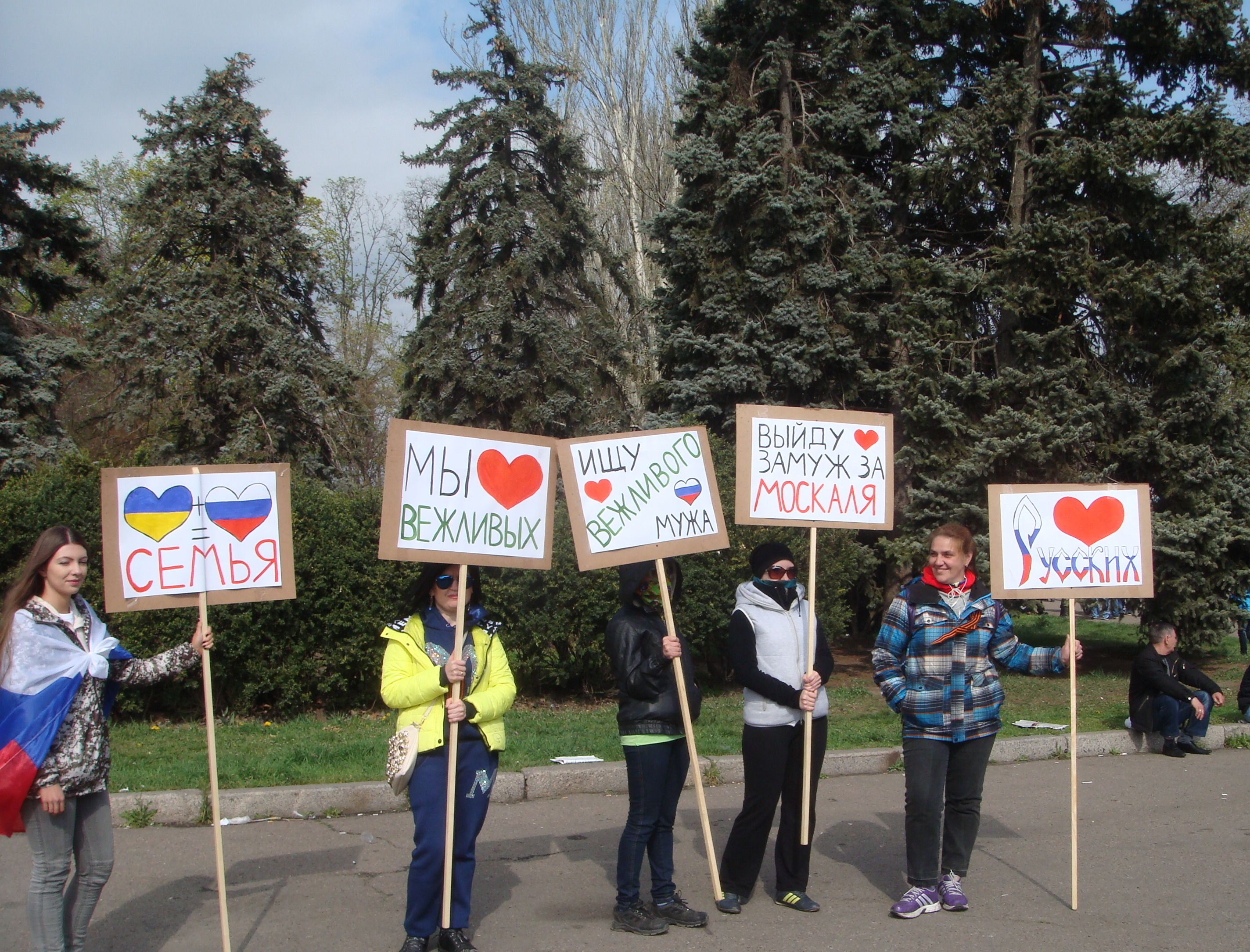
Biểu ngữ bày tỏ tình cảm với Nga ở Odessa năm 2014

Tâm lý chuộng Nga (Russophilia) hay thân Nga hay còn gọi là yêu nước Nga (Love of Russia) cũng được gọi là chứng cuồng Nga là tâm lý, tình cảm yêu mến nước Nga (bao gồm cả sự hoài niệm thời kỳ Liên Xô và/hoặc thời đại Đế quốc Nga xa xưa), tình cảm ngưỡng mộ lịch sử nước Nga, mến mộ, yêu thích văn hóa Nga và thiện cảm dành cho con người Nga. Đối lập với tâm lý chuộng Nga chính là thái độ bài Nga (Russophobia) hay tư tưởng chống Nga (Anti-Russian sentiment). Vào thế kỷ XIX, tâm lý yêu chuộng Nga thường được liên kết với các biến thể của chủ nghĩa toàn Slav vì Đế quốc Nga và vùng Serbia tự trị là hai quốc gia có chủ quyền Slav duy nhất trong và sau các cuộc cách mạng của năm 1848 (gọi là Mùa xuân của các dân tộc).

## Một số nước

### Việt Nam

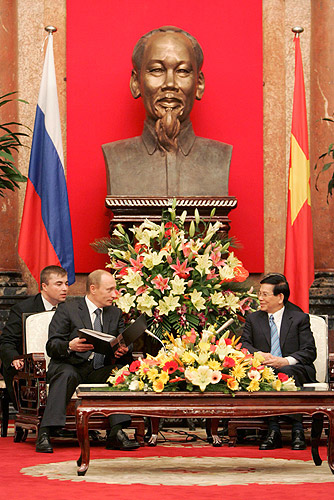
Cuộc gặp chính thức giữa tổng thống Vladimir Putin và Chủ tịch nước Nguyễn Minh Triết, từ năm 2011, Việt Nam và Nga là mối quan hệ đối tác chiến lược, quan hệ giữa hai nước có độ tin cậy chính trị lẫn nhau

Liên bang Xô Viết trước đây hay nước Nga ngày nay có một vị trí đặc biệt trong tình cảm phần lớn người Việt Nam. Nhận thức tích cực về Nga tại Việt Nam có tỷ lệ cao, theo một cuộc khảo sát vào năm 2017 thì có 83% người dân Việt Nam nhìn nhận ảnh hưởng của Nga một cách tích cực điều này bắt nguồn từ sự hỗ trợ mang tính lịch sử của Liên Xô (và Nga Sô) đối với Việt Nam trong Chiến tranh Việt Nam. Vào thời kỳ đó thì Liên Xô đóng vai trò như là người ơn (ân nhân) của Việt Nam, với những sự hỗ trợ thiết thực cho Việt Nam đã để lại những ân tình, ơn nghĩa mà hàng triệu người Việt Nam thời trước đây đã mang tình cảm sâu nặng, dạt dào với đất nước và con người xứ sở Bạch Dương. Sự gần gũi, thân thương là cảm xúc chung của những người Việt Nam từng công tác, lao động, học tập tại nước Nga (Liên Xô) trong thời kỳ chiến tranh chống Mỹ và thời kỳ bao cấp khốn khó ở Việt Nam.
Lớp người cũ này (đa số ở thế hệ 6x-7x) khi ở Nga đã ghi dấu những tình cảm gắn bó, ngưỡng mộ, khắc khoải với đất nước Nga khi tiếp xúc với sự nhiệt tình, nồng hậu, nhân ái của những giáo viên, người bạn Nga và những ấn tượng về con người Nga với tình cảm và tâm hồn thi vị. Cũng có người do tiếp xúc với phim ảnh Nga (và Liên Xô cũ) trong thời bao cấp, đầu đổi mới mà cũng nảy sinh tình cảm với Nga. Cựu Chủ tịch nước Trần Đại Quang đã trả lời phỏng vấn hai hãng tin lớn của Nga là TASS và Sputnik rằng: "Trong lòng người Việt, nước Nga luôn gắn liền với những tình cảm thân thiết, thủy chung. Đất nước, con người, thi ca, âm nhạc Nga đã lắng sâu trong tâm hồn nhiều thế hệ người Việt Nam, nhất là những người đã từng học tập và làm việc ở nước Nga. Sự gắn bó từ lịch sử là nền tảng hữu nghị truyền thống vững chắc, quan hệ chính trị với độ tin cậy cao ngày càng được tăng cường".

### Nam Tư
Nước Nga nổi danh ở Serbia, và nhiều người Serb có truyền thống coi Nga là một đồng minh thân thiết do có chung di sản, chung văn hóa Slavơ và đức tin Chính thống giáo. Trong ký ức tập thể của người Serbia, người Nga là một dân tộc anh em vĩ đại và anh hùng đã gắn bó chặt chẽ với văn hóa-lịch sử và hai quốc gia thuộc chủng tộc Slav có mối quan hệ thân hữu lâu đời dù không phải láng giềng về mặt địa lý và dù Nam Tư cũ không thuộc Liên Xô. Nhiều người được tiếp xúc với văn hóa Nga, khám phá văn học kinh điển Nga các tiểu thuyết dài của những đại văn hào như Lev Tolstoy (Lép Tôn-xtôi), Dostoevsky (Đốt-xtôi-ép-xky), Turgenev (Tuốc-ghê-nhép), Nikolay Vasilyevich Gogol, thông qua thế giới nội tâm phong phú của các nhân vật trong văn chương Nga để dần chạm tiếp xúc với tâm hồn Nga.
Những cảm nhận về Nga đến từ chính con người Nga, một dân tộc cá tính và giàu tình cảm, nhưng hơi khó hiểu và khó tả vì quá phức tạp và mâu thuẫn, với dòng máu Slav và từng trải qua một quá khứ đầy bi kịch, người Nga sở hữu một số nét rất đặc trưng mà không phải ai cũng có thể thấu hiểu được đúng cách, nếu người đó không thạo tiếng Nga, một số người có cảm nhận rằng người Nga lạnh lùng và vô cảm, khó gần và không thân thiện với người lạ, họ hay uống rượu mạnh và dễ nóng giận nhưng họ tỏ ra rất chân thật, nhiệt tình và hào phóng, coi trọng tình bạn. Theo Hội đồng quan hệ đối ngoại châu Âu, có đến 54% người Serbia coi Nga là đồng minh, chỉ có 11% coi Liên minh Châu Âu là đồng minh và chỉ có 6% xem Hoa Kỳ theo cách tương tự. Trong cuộc xâm lược Ukraina của Nga năm 2022, một nhóm chính trị cực hữu, đã tổ chức các cuộc mít tinh ủng hộ Nga ở Belgrade, với sự tham dự của 4.000 người. Năm 2017, cư dân của làng Adžinci của Serbia đã đổi tên ngôi làng của họ thành mang tên Putinovo, để vinh danh Vladimir Putin.

### Ukraina
Tại Ukraina tồn tại một số lượng lớn những người nói tiếng Nga và lực lượng thân Nga đã ủng hộ cho Nga trong cuộc chiến tranh với Ukraina. Điều này đã từng gây nên sự bất ổn tại Ukraina năm 2014 là sự kiện xung đột xảy ra ở miền đông nam Ukraina hồi tháng 2 năm 2014, tiếp diễn sau phong trào Euromaidan và vụ lật đổ chính phủ năm 2014. Xung đột quyền lợi giữa liên minh cánh hữu phía tây sau khi nắm quyền ở Kiev với miền đông nam, nơi có đông cư dân sắc tộc Nga sinh sống, dẫn đến sự đối đầu nhưng lại được coi là "ủng hộ thân Nga và kích động cổ xúy chủ nghĩa dân tộc" . Hoạt động ly khai đã diễn ra ở các thành phố lớn trên khắp các vùng phía đông và phía nam của Ukraina. Trong giai đoạn đầu tiên của tình trạng bất ổn, vùng Krym đã làm cuộc trưng cầu dân ý Krym 2014, tách khỏi Ukraina và sáp nhập vào Liên bang Nga, trong đó Nga đã ngầm can thiệp quân sự và thâu tóm cả Hạm đội Biển Đen. Tại tỉnh Donetsk và tỉnh Luhansk các cuộc biểu tình leo thang thành một cuộc nổi dậy ly khai vũ trang. Điều này đã khiến chính phủ Ukraina khởi động một cuộc phản công chống lại quân nổi dậy, mà kết quả chưa rõ ràng trong cuộc chiến tranh đang diễn ra tại Donbass. Ngày 1 tháng 3 năm 2014, các tòa nhà hành chính nhà nước trong khu vực (RSA) trong nhiều tỉnh miền Đông Ukraina đã bị chiếm đóng trong một thời gian ngắn bởi những người hoạt động ủng hộ Nga. Ngày 11 tháng 3, tất cả các cuộc chiếm đóng đã kết thúc, sau khi các đơn vị của cảnh sát địa phương và Cơ quan An ninh Ukraine (SBU) tái chiếm các tòa nhà.. Một cuộc thăm dò được tiến hành bởi Viện Xã hội học quốc tế Kiev(KIIS) từ 8 đến 18 tháng 2 năm 2014 về ý kiến công cộng thống nhất với Nga trong Ukraine. Theo đó, 12% số người được hỏi ủng hộ sáp nhập vào Nga. 68,0% những người từ bốn khu vực được khảo sát đồng ý rằng Ukraine vẫn giữ độc lập, và duy trì quan hệ hữu nghị giữa Nga và Ukraina.

### Nước khác

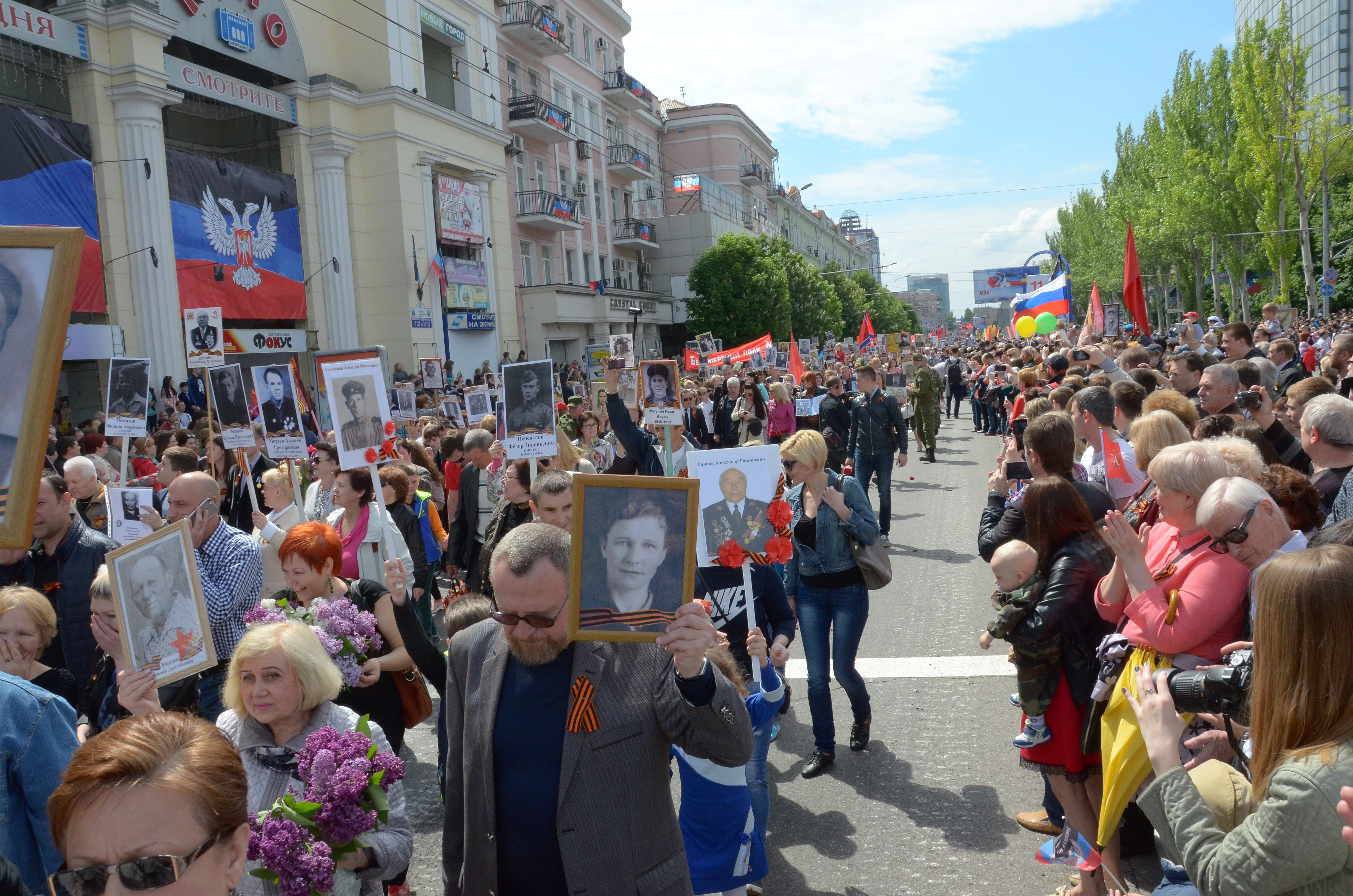
Một cuộc tuần hành ở Nga

Belarus có quan hệ chính trị và kinh tế chặt chẽ với Nga, cả hai đều là một phần của Liên bang, Tổ chức hiệp ước an ninh tập thể, Cộng đồng các quốc gia độc lập và Liên minh Kinh tế Á-Âu, do họ có chung di sản từ thời Liên Xô. Sau các cuộc biểu tình ở Belarus năm 2020–2021 và Nga xâm lược Ukraina 2022, nhiều nhà quan sát và truyền thông phương Tây đã mô tả Belarus như là một nhà nước bù nhìn hoặc một nhà nước vệ tinh của Nga.
Người Indonesia vẫn ủng hộ Nga ở mức cao, do Moscow nhận thấy mối quan hệ với người Hồi giáo và thế giới Hồi giáo. Sự thù địch của công chúng đối Indonesia đối với phương Tây là kết quả của các cuộc chiến tranh do Hoa Kỳ và các đồng minh tiến hành trong Chiến tranh ở Afghanistan (2001–2021) và Chiến tranh Iraq mà họ cho rằng phương Tây đã đối xử thờ ơ với người Palestine trong các vùng lãnh thổ bị Israel chiếm đóng. Một số người Indonesia đã so sánh tích cực sự ủng hộ dành cho tổng thống Nga Vladimir Putin trong Chiến tranh Nga-Ukraina với sự ủng hộ dành cho cựu tổng thống Suharto trong cuộc xâm lược Đông Timor của Indonesia. Những người thân Nga cũng được tìm thấy trong số nhóm chính trị cánh tả, những người ủng hộ Nga do sự gần gũi của tổng thống mới nhậm chức của Indonesia Sukarno với Liên Xô. Tình cảm thân Nga đặc biệt mạnh mẽ trong số các thành viên của Đảng Dân chủ Đấu tranh Indonesia cầm quyền, do con gái của Sukarno là Megawati Sukarnoputri lãnh đạo, người đã công khai chỉ trích Ukraina và tổng thống Volodymyr Zelenskyy.

## Thời Putin
Nước Nga dưới thời của Vladimir Putin còn được nổi bật với hình ảnh công chúng của Vladimir Putin (được gọi hài hước là Đại đế Putin). Theo cuộc khảo sát năm 2017 của Mạng lưới Độc lập Toàn cầu / Hiệp hội Gallup Quốc tế (WIN/GIA), danh tiếng quốc tế của Putin đã tăng đáng kể từ năm 2015 đến 2017 (43 % tín nhiệm trong năm 2017 so với 33 % năm 2015).
| Nước                 | Tín nhiệm | Không tín nhiệm | Điểm thực |
| -------------------- | --------- | --------------- | --------- |
| Kết quả:(55 nước)    | 44%       | 40%             | 155       |
| Trung vị toàn cầu    | 43%       | 40%             | +3        |
| Việt Nam             | 89%       | 4%              | +85       |
| Kazakhstan           | 88%       | 5%              | +83       |
| Armenia              | 89%       | 8%              | +81       |
| Nga                  | 79%       | 11%             | +68       |
| Serbia               | 81%       | 13%             | +68       |
| Moldova              | 77%       | 18%             | +59       |
| Ấn Độ                | 53%       | 4%              | +49       |
| Ethiopia             | 59%       | 11%             | +48       |
| Hy Lạp               | 72%       | 25%             | +47       |
| Iran                 | 62%       | 17%             | +45       |
| Iraq                 | 68%       | 23%             | +45       |
| Albania              | 68%       | 30%             | +38       |
| Bangladesh           | 62%       | 24%             | +38       |
| România              | 65%       | 28%             | +37       |
| Bulgaria             | 53%       | 28%             | +25       |
| Nigeria              | 55%       | 30%             | +25       |
| Thái Lan             | 43%       | 18%             | +25       |
| Indonesia            | 48%       | 26%             | +22       |
| Philippines          | 47%       | 27%             | +20       |
| Perú                 | 43%       | 24%             | +19       |
| Thổ Nhĩ Kỳ           | 56%       | 37%             | +19       |
| Croatia              | 52%       | 34%             | +18       |
| México               | 52%       | 34%             | +18       |
| Cộng hoà Congo       | 53%       | 38%             | +15       |
| Bosna và Hercegovina | 53%       | 40%             | +13       |
| Ghana                | 35%       | 23%             | +12       |
| Colombia             | 46%       | 38%             | +8        |
| Pakistan             | 50%       | 42%             | +8        |
| Argentina            | 38%       | 34%             | +4        |
| Ecuador              | 31%       | 29%             | +2        |
| Afghanistan          | 45%       | 48%             | -3        |
| Honduras             | 40%       | 44%             | -4        |
| Brasil               | 31%       | 36%             | -5        |
| Nam Phi              | 34%       | 40%             | -6        |
| Azerbaijan           | 10%       | 17%             | -7        |
| Slovenia             | 42%       | 52%             | -10       |
| Ý                    | 35%       | 52%             | -17       |
| Latvia               | 34%       | 53%             | -19       |
| Ukraina              | 35%       | 59%             | -24       |
| Áo                   | 29%       | 60%             | -31       |
| Úc                   | 17%       | 60%             | -43       |
| Pháp                 | 18%       | 64%             | -46       |
| Kosovo               | 10%       | 59%             | -49       |
| Hàn Quốc             | 23%       | 74%             | -51       |
| Cộng hòa Séc         | 20%       | 72%             | -52       |
| Hoa Kỳ               | 14%       | 66%             | -52       |
| Nhật Bản             | 10%       | 63%             | -53       |
| Tây Ban Nha          | 19%       | 72%             | -53       |
| Đức                  | 20%       | 74%             | -54       |
| Ireland              | 17%       | 72%             | -55       |
| Liên hiệp Anh        | 15%       | 71%             | -56       |
| Thụy Điển            | 14%       | 75%             | -61       |
| Hà Lan               | 10%       | 75%             | -65       |
| Ba Lan               | 9%        | 85%             | -76       |